# Claviger apenninus
Claviger apenninus é uma espécie de inseto do gênero Claviger, pertencente à família Formicidae.